# Ceață în august (film)
Ceață în august (în germană Nebel im August) este un film dramatic, producție cinematografică nemțească din 2016, regizat de Kai Wessel și bazat pe romanul din 2008, Ceață în august de Robert Domes. Acesta a fost unul dintre cele opt filme germane selectate pentru cel mai bun film străin la a 89-a ediție a premiilor Oscar, dar nu a fost selecționat.

## Subiect
Un băiat de etnie ienișă pe nume Ernst Lossa este transferat într-un spital de psihiatrie, unde muncește sub supravegherea doctorului Veithausen. Ernst, inițial identificat ca o persoană care creează probleme, își îndeplinește sarcinile și atribuțiile sale, dar uneori se mai și răzvrătește. El nu intenționează să rămână în instituție mult timp, dar se așteaptă să fie dus acasă (și eventual, în America) de către tatăl său, Christian Lossa, dar i se refuză externarea pe baza faptului că tatăl său nu are o adresă permanentă după ce acesta a fost eliberat dintr-un lagăr de concentrare.
Inițial, anumiți pacienți din spital erau selectați și trimiși la Centrul de Eutanasie din Hadamar, unde erau eutanasiați, dar autoritățile centrale vor decide ca operațiunea și deciziile de eutanasiere să fie transferate către instituțiile individuale, lăsându-l pe doctorul Veithausen să-i îndrume pe asistenții săi în execuția pacienților. Noua soră medicală, Kiefer, de curând transferată de la Hadamar este dispusă să extermine pacienții copii folosind barbiturice. Între timp, sora Sophia încearcă să-i protejeze pe copii din a fi otrăviți.
Ernst se împrietenește cu Nandl, un coleg pacient, și de-a lungul timpului încep să fie conștienți de planurile doctorului Veithausen de a executa pacienții din instituție. El încearcă să elaboreze un plan de evadare pentru a-l salva pe Nandl și pe el însuși. Medicul, urmând logica curățeniei rasiale, elaborează un plan de a înfometa pacienții încet, hrănindu-i cu supă fiartă de legume cu toți nutrienții eliminați, ceea ce le aduce satisfacție superiorilor săi naziști. Nu după mult timp, Ernst își planifică evadarea în timpul unui raid aerian, dar eșuează atunci când o bombă cade în apropiere, iar resturile care cad din aer îl rănesc pe Nandl și o ucid pe sora Sophia. După înmormântarea asistentei, Ernst îl acuză pe Veithausen că este un criminal.
Doctorul Veithausen solicită moartea lui Ernst, care este efectuată fie de Paul Hechtle, fie de sora Kiefer (ambii neagă că sunt criminalul). Nandl le aduce vești despre Ernst celorlalți pacienți, susținând că acesta a ajuns în cele din urmă în America.

## Distribuție
- Ivo Pietzcker în rolul lui Ernst Lossa [4]
- Sebastian Koch în rolul doctorului Werner Veithausen [5]
- Thomas Schubert în rolul lui Paul Hechtle
- Fritzi Haberlandt în rolul sorei medicale Oberschwester Sophia
- Henriette Confurius în rolul sorei medicale Edith Kiefer
- Karl Markovics în rolul lui Christian Lossa
- Branko Samarovski în rolul lui Max Witt
- David Bennent în rolul lui Oja
- Franziska Singer în rolul lui Frau Klein
- Juls Serger în rolul lui Hermann Klein
- Jule Hermann în rolul lui Nandl